# Silent Hill 4: The Room
A Silent Hill 4: The Room (A szoba) a 4. része a Silent Hill túlélőhorror sorozatnak.

## Történet
Henry Townshend Dél-Ashfieldben él, egy kisvárosban, ami kb. egy napra van Silent Hilltől. Egy napon bezárva találja magát a saját apartman szobájában. Nem képes elmenekülni sem az ablakokon át, melyek teljesen leragadtak, sem pedig a kivezető ajtón, amit valaki belülről leláncolt. Hiába kiabál vagy ordít, senki sem hallja meg a hangját, még akkor se, amikor közvetlenül az ajtója előtt állnak, és ő csapdossa azt. A telefon pedig nem működik. Arról nem is beszélve, hogy Henry-t folyamatos, ismétlődő rémálmok gyötrik. Így kezdődik a játék is.
5 nap után a csapdába esett Henry észreveszi azt, hogy a fürdőszobájában valami kiütötte a fal egy részét, és egy méretes, mély lyukat alkotott benne, ami inkább egy járatnak tűnik. Miután a falból kitépi az útjában álló vascsövet, magával visz a hűtőjéből egy borosüveget és egy kakaós tejet is. Ezek után bemászik a lyukba, ami azonban a Silent Hill féle őrületekbe vezet, és mindazt megtapasztalja, amit a rémálmában látott…

## A játékról
A sorozat ezen darabja megújult irányítást kapott, és kidolgozottabb támadási rendszert (a játékos képes erőt gyűjteni és az ellenségre koncentrálni, ezáltal felerősíteni a támadást egy jóval durvábbra, ami akár megszakíthatatlan is lehet), módosítást a tárgyak használati listájának előhívásához (ami immár valós időben történik)és a térképhez (magától rajzolódik, ahogy haladunk előre, nem kell külön térképet találni). Ráadásképpen pedig Henry otthonában FPS nézetben vagyunk (csakis ott), ami a személyes, otthonos érzést próbálja előteremteni.
Már többé nincsenek biztonságos helyek a másik világban, az ellenségek képesek területről területre követni a főszereplőt. Arról nem is beszélve, hogy az itt-ott felbukkanó kísértetek (akik hűen a nevükhöz, általában bizonyos területeket kísértenek) megölhetetlenek (A Silent Hill 2. részében is volt elpusztíthatatlan ellenség, a Piramisfej, azonban a vele történő találkozások jóval ritkábbak voltak, mint az SH4 kísérteteivel).
A másik nagy újítás a szoba. A kezdetekben ez jelenti a menedéket, és Henry automatikusan gyógyul, amikor ideér. A későbbiekben viszont egyesek inkább messziről elkerülik a szobát, semmint hogy visszatérjenek oda…
A játék története leginkább a Silent Hill 2. részéhez kapcsolódik (A Silent Hill 1. részének az igazi folytatása a 3. rész volt), azon belül is egy ott megemlített sorozatgyilkoshoz. Azonban az első és harmadik részben megismert szektának is jelentős szerepe jut a 4. részben történtekhez.
A Silent Hill 4 valójában nem Silent Hill játéknak lett tervezve. Valójában a készítők egy egészen új ötlettel akartak előállni, aminek nincs köze Silent Hillhez. De amikor kezdetleges státuszba került a játék, a Konami úgy döntött, hogy jelenleg túl kockázatos lenne egy egészen új játéksorozatot kiadni, ezért inkább átalakították a játék egyes részeit, hogy annak kapcsolatai megfeleljenek a Silent Hillben látottaknak, és tudottaknak. A történetet is a többi Silent Hill játék alapján írták újra.
Ellentétben más főszereplőkkel az SH részekben, Henry egy csendes és visszahúzódó alak, akinek abszolút nincs sötét múltja, és semmilyen kapcsolat sem köti a Silent Hillben történő eseményekhez.

## Folytatások
- Silent Hill Homecoming (2008)
- Silent Hill: Origins (2007)

## Érdekességek
- Ez az első olyan Silent Hill játék, aminek van alcíme is (A Szoba/The Room). Bár a Silent Hill 2-ből később kiadták a Rendezői Változatot, aminek Európában Inner Fears/Belső Félelmek, míg Amerikában Restless Dreams/Nyughatatlan álmok volt az alcíme. De ez csak később történt meg, nem a kiadást követően.
- Erős utalások vannak James Sunderlandre, a 2. rész főszereplőjére. A 4. részben szerepel James apja, Frank, aki az apartman épületének házmestere. Később kiderül, hogy James eltűnt valahol Silent Hillben pár évvel ezelőtt a feleségével, és Frank azóta se látta.
- A főszereplő családneve, Townshend, szerepel egy település neveként is H.P. Lovecraft műveinek egyikében (The Whisperer). Townhsend Vermontban található.

## Zene
Az eredeti album 2 lemezes a Silent Hill 4: The Room-nál, amit Akira Yamaoka készített. Először Japánban jelent meg 2004. június 17-én, az LC1292-3-as katalógus számmal.